# Seznam železničních tunelů ve Švýcarsku
Seznam železničních tunelů ve Švýcarsku uvádí přehled a hlavní údaje o železničních tunelech ve Švýcarsku.
| název tunelu                                                                              | zahájení stavby | otevření | oblast (kanton)   | stav        | délka (m) | Reference |
| ----------------------------------------------------------------------------------------- | --------------- | -------- | ----------------- | ----------- | --------- | --------- |
| Adlertunnel Tunel de Adler Adler Tunnel                                                   |                 | 2000     | Basel-Country     | v provozu   | 5302      | [ 1 ]     |
| Aegertentunnel Tunel de Aegertenl Aegertentunnel                                          | 2000            | 2002     | Aegerten (BE)     | v provozu   | 640       | [ 2 ]     |
| Albistunnel Tunnel d'Albis Albis Tunnel                                                   |                 | 1897     | Zug               | v provozu   | 3359      | [ 3 ]     |
| Albulatunnel Tunnel d'Albula Albula Tunnel                                                |                 | 1903     | Graubünden        | v provozu   | 5865      | [ 4 ]     |
| Alvascheintunnel Tunnel de Alvaschein Alvaschein Tunnel                                   |                 |          | Graubünden        | v provozu   | 609       | [ 5 ]     |
| Argentieritunnel Tunnel de Argentieri Argentieri Tunnel                                   |                 |          | Graubünden        | v provozu   | 114       | [ 6 ]     |
| Bellalunatunnel Tunnel de Bellaluna Bellaluna Tunnel                                      |                 |          | Graubünden        | v provozu   | 28        | [ 7 ]     |
| Bergünersteintunnel Tunnel de Bergünerstein Bergünerstein Tunnel                          |                 |          | Graubünden        | v provozu   | 409       | [ 8 ]     |
| Eisenbahntunnel Cadanza Tunnel de Cadanza Cadanza Tunnel                                  |                 |          | Borgnone (TI)     | v provozu   | 200       | [ 9 ]     |
| Campelltunnel Tunnel de Campell Campell Tunnel                                            |                 |          | Graubünden        | v provozu   | 32        | [ 10 ]    |
| Campitunnel Tunnel de Campi Campi Tunnel                                                  |                 |          | Graubünden        | v provozu   | 218       | [ 11 ]    |
| Cenerský úpatní tunel Ceneri-Basistunnel Tunnel de Base du Ceneri                         | 2006            | 2020     | Giubiasco (TI)    | v provozu   | 15400     | [ 12 ]    |
| Chanalletta-Galerie Galerie de Chanalletta Chanalletta Gallery                            |                 |          | Graubünden        | v provozu   | 117       | [ 13 ]    |
| Charnadüra I-Tunnel Tunnel de Charnadüra I Charnadüra I Tunnel                            |                 |          | Graubünden        | v provozu   | 449       | [ 14 ]    |
| Cugnielertunnel Tunnel de Cugnieler Cugnieler Tunnel                                      |                 |          | Graubünden        | v provozu   | 39        | [ 15 ]    |
| Eisenbahntunnel Dirinei Tunnel de Dirinei Dirinei Tunnel                                  |                 |          | Intragna (TI)     | v provozu   | 311       | [ 16 ]    |
| Emmequerung Emme Tunnel                                                                   |                 | 2004     | Burgdorf (BE)     | v provozu   | 1639      | [ 17 ]    |
| Faleinerwegtunnel Tunnel de Faleinerweg Faleinerweg Tunnel                                |                 |          | Graubünden        | v provozu   | 36        | [ 18 ]    |
| Eisenbahntunnel Frana di Corcapolo Tunnel de Frana di Corcapolo Frana di Corcapolo Tunnel |                 |          | Intragna (TI)     | v provozu   | 343       | [ 19 ]    |
| Fuegnatunnel Tunnel de Fuegna Fuegna Tunnel                                               |                 |          | Graubünden        | v provozu   | 53        | [ 20 ]    |
| Úpatní tunel Furka Furka-Basistunnel Tunnel de base du Furka                              |                 | 1982     | Oberwald (VS)     | v provozu   | 16200     | [ 21 ]    |
| Furka-Scheiteltunnel Tunnel du Furka                                                      |                 | 1925     | Valais            | v provozu   |           | [ 22 ]    |
| Eisenbahntunnel Gaggetto di dentro Tunnel de Gaggetto di dentro Gaggetto di dentro Tunnel |                 |          | Verdasio (TI)     | v provozu   | 307       | [ 23 ]    |
| Glatscherastunnel Tunnel de Glatscheras Glatscheras Tunnel                                |                 |          | Graubünden        | v provozu   | 334       | [ 24 ]    |
| Godtunnel Tunnel de God God Tunnel                                                        |                 |          | Graubünden        | v provozu   | 487       | [ 25 ]    |
| Gotthardský úpatní tunel Gotthard-Basis-Tunnel Tunnel de base du Saint-Gothard            | 1999            | 2016     | Erstfeld (UR)     | v provozu   | 57072     | [ 26 ]    |
| Gotthardský železniční tunel Sankt-Gotthard-Eisenbahntunnel Tunnel du Saint Gotthard      | 1872            | 1882     | Göschenen (UR)    | v provozu   | 15000     | [ 27 ]    |
| Grauholztunnel Grauholz Tunnel                                                            |                 | 1995     | Berne             | v provozu   | 6295      | [ 28 ]    |
| Grosser Cruschettatunnel Grand Tunnel de Cruschetta                                       |                 |          | Graubünden        | v provozu   | 417       | [ 29 ]    |
| Greifensteintunnel Tunnel de Greifenstein Greifenstein Tunnel                             |                 |          | Graubünden        | v provozu   | 698       | [ 30 ]    |
| Grenchenbergtunnel Tunnel du Grenchenberg Grenchenberg Tunnel                             | 1911            | 1915     | Moutier (BE)      | v provozu   | 8578      | [ 31 ]    |
| Grosser Tunnel                                                                            | 1899            | 1912     | Berne             | v provozu   | 7202      | [ 32 ]    |
| Hauenstein-Basistunnel Tunnel de base du Hauenstein                                       | 1912            | 1916     | Tecknau (BL)      | v provozu   | 8134      | [ 33 ]    |
| Hauenstein-Scheiteltunnel Tunnel du Hauenstein Hauenstein Tunnel                          | 1853            | 1858     | Tecknau (BL)      | v provozu   | 2495      | [ 34 ]    |
| Heitersbergtunnel                                                                         |                 | 1975     | Argovia           | v provozu   | 4929      | [ 35 ]    |
| Hirschengrabentunnel                                                                      |                 | 1989     | Zurich (ZH)       | v provozu   | 2148      | [ 36 ]    |
| Käferbergtunnel Tunnel du Käferberg Käferberg Tunnel                                      |                 | 1969     | Zurich (ZH)       | v provozu   | 2119      | [ 37 ]    |
| Kehrtunnel Pfaffensprung                                                                  |                 | 1882     | Gurtnellen (UR)   | v provozu   | 1476      | [ 38 ]    |
| Landwassertunnel Tunnel de Landwasser Landwasser Tunnel                                   |                 |          | Graubünden        | v provozu   | 216       | [ 39 ]    |
| Lettentunnel Tunnel de Letten Letten Tunnel                                               |                 | 1894     | Zurich (ZH)       | mimo provoz | 2093      | [ 40 ]    |
| Kleiner Cruschettatunnel Petit tunnel de Cruschetta                                       |                 |          | Graubünden        | v provozu   | 74        | [ 41 ]    |
| Eisenbahntunnel Locarno Tunnel de Locarno Locarno Tunnel                                  |                 |          | Locarno (TI)      | v provozu   | 2590      | [ 42 ]    |
| Lötschberský úpatní tunel Lötschberg-Basistunnel Tunnel de base du Lötschberg             | 1994            | 2007     | Frutigen (BE)     | v provozu   | 34600     | [ 43 ]    |
| Lötschberský železniční tunel Lötschbergtunnel Tunnel du Lötschberg                       | 1906            | 1913     | Kandersteg (BE)   | v provozu   | 14612     | [ 44 ]    |
| Maliera Gallery Galerie de Maliera Maliera Gallery                                        |                 |          | Graubünden        | v provozu   | 220       | [ 45 ]    |
| Mistailtunnel Tunnel de Mistail Mistail Tunnel                                            |                 |          | Graubünden        | v provozu   | 300       | [ 46 ]    |
| Mittlere Entschigtalgalerie                                                               |                 | 1882     | Wassen (UR)       | v provozu   | 185       | [ 47 ]    |
| Murgenthaltunnel Murgenthal Tunnel                                                        |                 | 2004     | Argovia           | v provozu   | 4745      | [ 48 ]    |
| Nisellastunnel Tunnel de Nisellas Nisellas Tunnel                                         |                 |          | Graubünden        | v provozu   | 274       | [ 49 ]    |
| Önzbergtunnel                                                                             |                 | 2004     | Switzerland       | v provozu   | 3161      | [ 50 ]    |
| Passmaltunnel Tunnel de Passmal Passmal Tunnel                                            |                 |          | Graubünden        | v provozu   | 420       | [ 51 ]    |
| Pflanzgarten I-Tunnel Tunnel de Pflanzgarten I Pflanzgarten I Tunnel                      |                 |          | Graubünden        | v provozu   | 39        | [ 52 ]    |
| Pflanzgarten II-Tunnel Tunnel de Pflanzgarten II Pflanzgarten II Tunnel                   |                 |          | Graubünden        | v provozu   | 39        | [ 53 ]    |
| Plaztunnel Tunnel de Plaz Plaz Tunnel                                                     |                 |          | Graubünden        | v provozu   | 262       | [ 54 ]    |
| Prasegrastunnel Tunnel de Prasegras Prasegras Tunnel                                      |                 |          | Graubünden        | v provozu   | 34        | [ 55 ]    |
| Eisenbahntunnel Riale di Verdasio Tunnel de Riale di Verdasio Riale di Verdasio Tunnel    |                 |          | Palagnedra (TI)   | v provozu   | 206       | [ 56 ]    |
| Rickentunnel Tunnel de Ricken Ricken Tunnel                                               | 1904            | 1910     | Wattwil (SG)      | v provozu   | 8604      | [ 57 ]    |
| Rosenbergtunnel Tunnel du Rosenberg Rosenberg Tunnel                                      |                 |          | Saint Gallen (SG) | v provozu   | 1466      | [ 58 ]    |
| Ruegnatunnel Tunnel de Ruegna Ruegna Tunnel                                               |                 |          | Graubünden        | v provozu   | 21        | [ 59 ]    |
| Rugnuxtunnel Tunnel de Rugnux Rugnux Tunnel                                               |                 |          | Graubünden        | v provozu   | 662       | [ 60 ]    |
| Runplanastunnel Tunnel de Runplanas Runplanas Tunnel                                      |                 |          | Graubünden        | v provozu   | 502       | [ 61 ]    |
| Salonstunnel Tunnel de Salons Salons Tunnel                                               |                 |          | Graubünden        | v provozu   | 60        | [ 62 ]    |
| Schlossbergtunnel Tunnel de Schlossberg Schlossberg Tunnel                                |                 |          | Graubünden        | v provozu   | 56        | [ 63 ]    |
| Solistunnel Tunnel de Solis Solis Tunnel                                                  |                 |          | Graubünden        | v provozu   | 986       | [ 64 ]    |
| Stredatunnel Tunnel de Streda Streda Tunnel                                               |                 |          | Graubünden        | v provozu   | 74        | [ 65 ]    |
| Stulsertobel I-Tunnel Tunnel de Stulsertobel I Stulsertobel I Tunnel                      |                 |          | Graubünden        | v provozu   | 84        | [ 66 ]    |
| Stulsertobel II-Tunnel Tunnel de Stulsertobel II Stulsertobel II Tunnel                   |                 |          | Graubünden        | v provozu   | 103       | [ 67 ]    |
| Surmintunnel Tunnel de Surmin Surmin Tunnel                                               |                 |          | Graubünden        | v provozu   | 224       | [ 68 ]    |
| Tiefencasteltunnel Tunnel de Tiefencastel Tiefencastel Tunnel                             |                 |          | Graubünden        | v provozu   | 26        | [ 69 ]    |
| Touatunnel Tunnel de Toua Toua Tunnel                                                     |                 |          | Graubünden        | v provozu   | 677       | [ 70 ]    |
| Tunnel du Mont d'Or                                                                       |                 | 1915     | Vallorbe (VD)     | v provozu   | 6099      | [ 71 ]    |
| Tunnel Hersiwil                                                                           | 2000            | 2002     | Solothurn         | v provozu   | 1000      | [ 72 ]    |
| Tunnel Murgenthal                                                                         | 1997            | 2000     | Murgenthal (BE)   | v provozu   | 4742      | [ 73 ]    |
| Vereina-Tunnel Tunnel du Vereina Vereina Tunnel                                           |                 | 1999     | Selfranga (GR)    | v provozu   | 19058     | [ 74 ]    |
| Eisenbahntunnel Vergugno Tunnel de Vergugno Vergugno Tunnel                               |                 |          | Verdasio (TI)     | v provozu   | 102       | [ 75 ]    |
| Versascatunnel Tunnel de Versasca Versasca Tunnel                                         |                 |          | Graubünden        | v provozu   | 694       | [ 76 ]    |
| Eisenbahntunnel Vignascia Tunnel de Vignascia Vignascia Tunnel                            |                 |          | Palagnedra (TI)   | v provozu   | 185       | [ 77 ]    |
| Wattinger Kehrtunnel                                                                      |                 | 1882     | Wassen (UR)       | v provozu   | 1084      | [ 78 ]    |
| Weinbergtunnel Tunnel du Weinberg Weinberg Tunnel                                         | 2007            | 2013     | Zurich (ZH)       | v provozu   | 4800      | [ 79 ]    |
| Zimmerberg-Basistunnel (Teil 1) Tunnel de Base du Zimmerberg (1)                          |                 | 2003     | Zurich (ZH)       | v provozu   | ~11000    | [ 80 ]    |
| Zimmerberg-Basistunnel (Teil 2) Tunnel de Base du Zimmerberg (2)                          |                 | (2013)   | Thalwil (ZH)      | ve výstavbě | ~11000    | [ 81 ]    |
| Zimmerbergtunnel Tunnel du Zimmerberg Zimmerberg Tunnel                                   |                 | 1897     | Horgen (ZH)       | v provozu   | 1984      | [ 82 ]    |
| Zugwald-Tunnel Tunnel de Zugwald Zugwald Tunnel                                           |                 | 1995     | Klosters (GR)     | v provozu   | 2160      | [ 83 ]    |
| Zuondratunnel Tunnel de Zuondra Zuondra Tunnel                                            |                 |          | Graubünden        | v provozu   | 535       | [ 84 ]    |
| Zürichbergtunnel Tunnel du Zürichberg Zürichbergtunnel                                    |                 | 1990     | Zurich (ZH)       | v provozu   | 4968      | [ 85 ]    |